# Charbogne
Charbogne är en kommun i departementet Ardennes i regionen Grand Est (tidigare regionen Champagne-Ardenne) i nordöstra Frankrike. Kommunen ligger  i kantonen Attigny som ligger i arrondissementet Vouziers. År 2022 hade Charbogne 219 invånare.

## Befolkningsutveckling
Antalet invånare i kommunen Charbogne
Referens: INSEE